# Mychajło Semenko

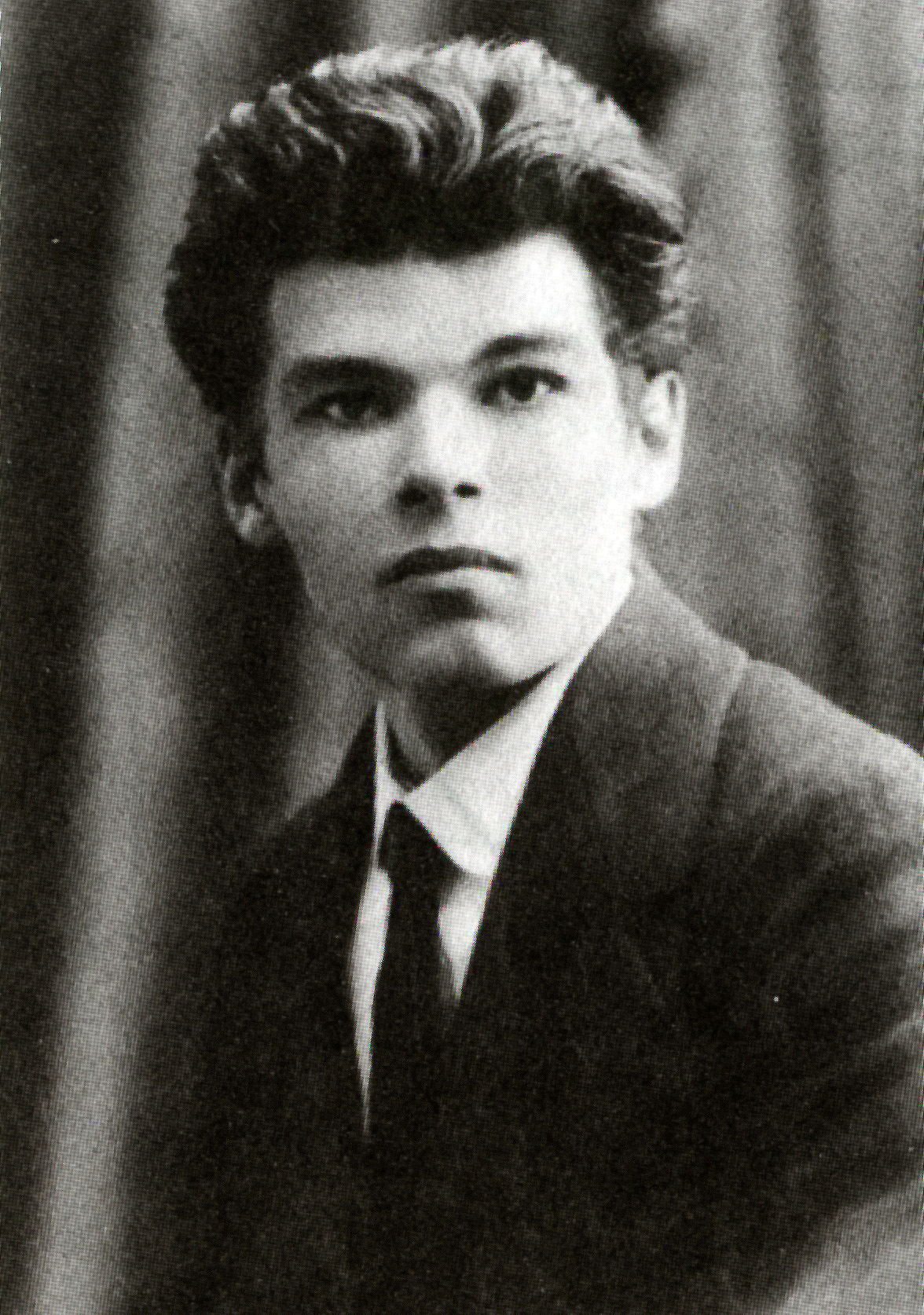
Mychajło Semenko

Mychajło Semenko, ukr. Миха́йло Семе́нко (ur. 19 grudnia?/31 grudnia 1892 we wsi Kybynyci w powiecie mirhorodzkim guberni połtawskiej, zm. 23 października 1937 w Kijowie) – ukraiński poeta. Główny przedstawiciel ukraińskiego futuryzmu, czyli quero-futuryzmu. Założyciel futurystycznych ugrupowań literackich Aspanfut, Komunkult, Nowa heneracija (1927-1931). Redaktor kilku almanachów oraz czasopisma „Nowa heneracija”. Uprawiał głównie lirykę urbanistyczną (m.in. zbiory Querofuturyzm 1914, Pjero mertwopetluje 1919, Dwi poezofilmy 1919, Kobzar 1924). Został rozstrzelany pod zarzutem próby obalenia władzy sowieckiej.